# Senta Peironelha de la Rèula
Senta Peironelha de la Rèula (en francès Gironde-sur-Dropt) és un municipi francès situat al departament de la Gironda i a la regió de la Nova Aquitània.

## Demografia
| 1962                                       | 1968  | 1975  | 1982  | 1990  | 1999  | 2007  |
| ------------------------------------------ | ----- | ----- | ----- | ----- | ----- | ----- |
| 1.083                                      | 1.103 | 1.133 | 1.072 | 1.091 | 1.105 | 1.116 |
| Des de 1962: població sense dobles comptes |       |       |       |       |       |       |

## Administració
| Període   | Identitat      | Partit |
| --------- | -------------- | ------ |
| 1989-2001 | Jean Pauly     | PCF    |
| 2001-     | Didier Callède |        |